# Carnago

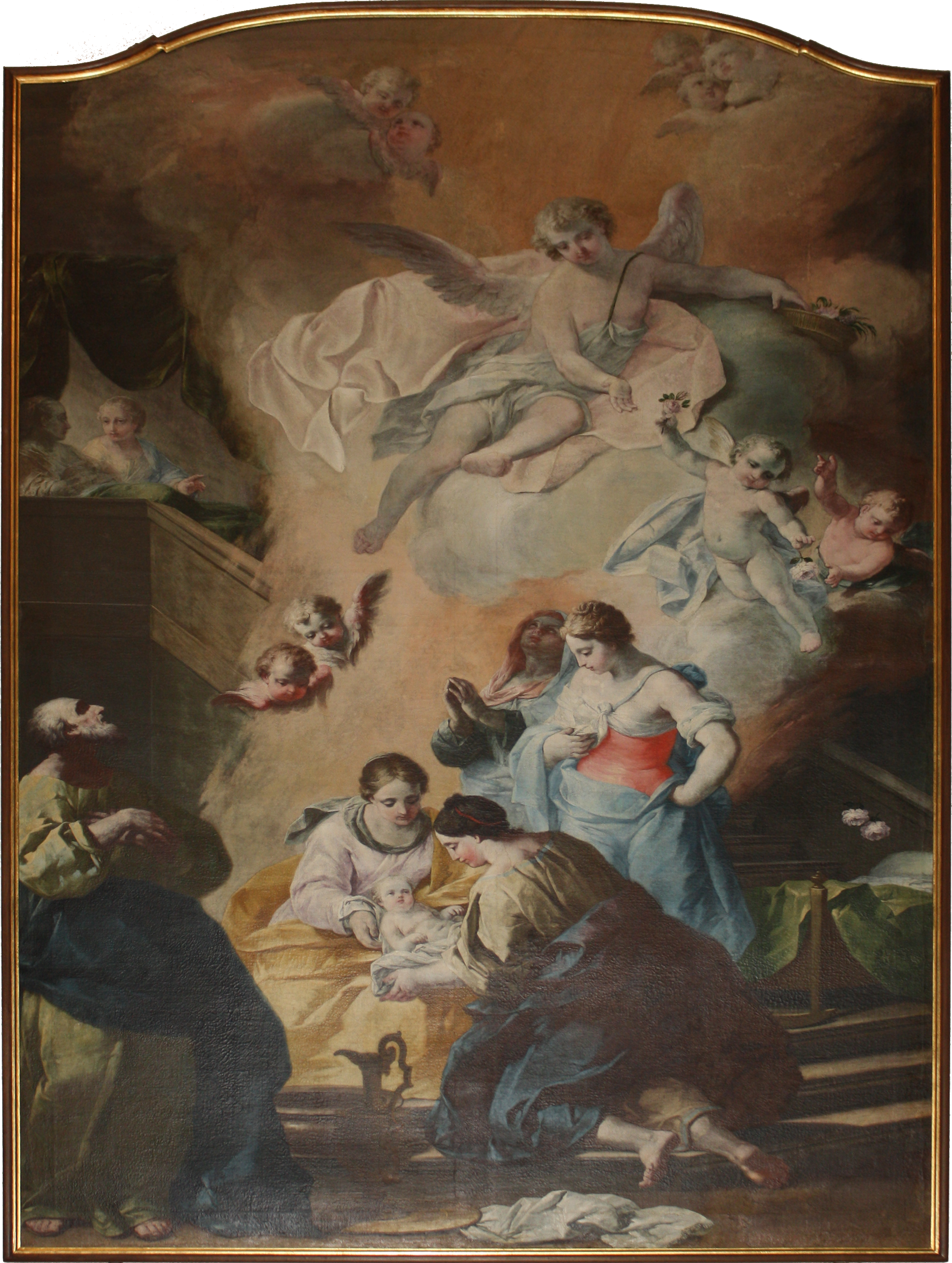
Nascita di Maria von Biagio Bellotti

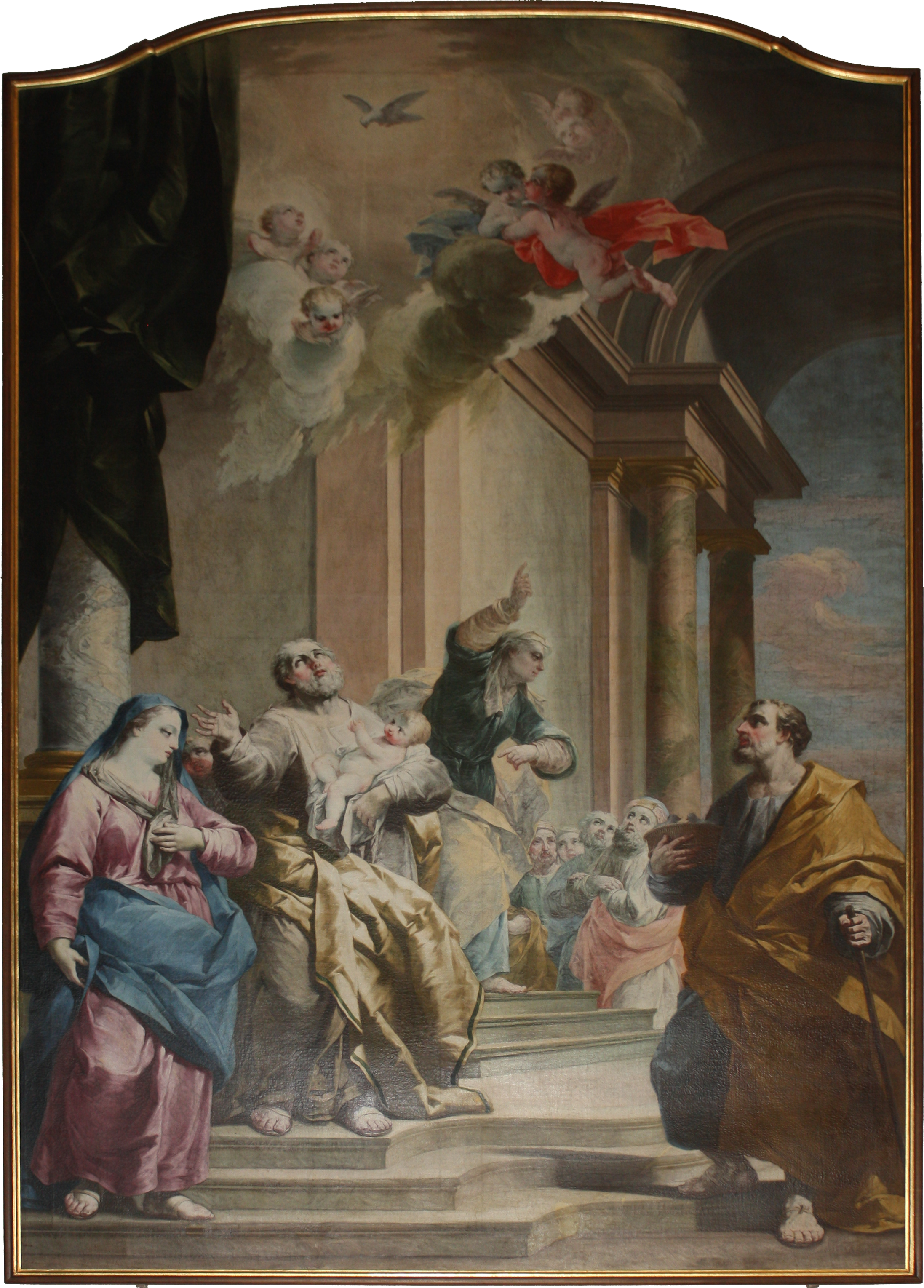
Presentazione di Gesù al Tempio von Biagio Bellotti

Carnago (im lokalen Dialekt Carnog) ist eine italienische Gemeinde (comune) in der Provinz Varese in der Region Lombardei.

## Geographie
Die Gemeinde liegt etwa 9,5 Kilometer südlich von Varese und bedeckt eine Fläche von 54 km². Zu Carnago gehört die Fraktion Rovate. Durch das Gemeindegebiet fließen die Tenore und der Arno im Einzugsgebiet des Olona. Die Nachbargemeinden sind Cairate, Caronno Varesino, Cassano Magnago, Castelseprio, Gornate-Olona, Oggiona con Santo Stefano und Solbiate Arno.

## Geschichte
In Römerzeit führte die Via Novaria-Comum durch Carnago, eine Römerstraße, die die Gemeinde von Novaria (Novara) und Comum (Como) über Sibrium (Castel Seprio) verband.
Einigen Untersuchungen zufolge, die an eine Legende grenzen, war es der langobardische König Authari, der im Jahr 585 einigen seiner Verwandten, den Brüdern Martignone, Conte und Rosso, von denen die entsprechenden Familien abstammen, die Regierung von Seprio anvertraute. Ehemals Teil der Grafschaft Seprio, der sich auf alle Gebiete des oberen und mittleren Varese erstreckte, wurden die Dörfer Carnago und die Ortschaft Rovate der Herrschaft der Adligen unterstellt, die ihnen nachfolgten.
Um nicht länger feudalisiert zu sein, kaufte die Gemeinde Carnago 1650 die Ländereien zurück, die die Regia Camera nach dem Tod des Adligen Francesco Maria Carnago ohne Erben zum Verkauf angeboten hatte. Nach der Zerstörung des Castrums von Castelseprio im Jahre 1287 zogen die in der Festung ansässigen Geistlichen in die nahe gelegenen Dörfer, feierten aber weiterhin die religiösen Riten in der Kirche San Giovanni Evangelista, die unversehrt blieb. Infolge von häufigen Überschwemmungen des Tenore-Bachs wollten die Domherren das Gebäude nicht mehr betreten, das aufgrund der schlechten Instandhaltung immer mehr verrottete.
Im Jahr 1582 übertrug Karl Borromäus die Propstei von Castelseprio an die Pfarrei San Martino in Carnago, eine Propstei, die auch von der Gemeinde von Tradate sehr begehrt war. Im selben Jahr wurde die Kapelle San Bartolomeo Apostolo in Rovate, die vermutlich als Privatkirche der Familie Martignoni erbaut und erst später zu einer Kapelle wurde, zur Pfarrkirche erhoben. Im Jahr 1809 wurden Gornate Inferiore, Torba, Castelseprio und Rovate zu Ortsteilen von Carnago, aber 1816 wurden alle Ortschaften wieder zu einer Gemeinde zusammengeschlossen. Informationen über das bürgerliche Leben der Gemeinde finden sich ab 1866, als es auf dem Gebiet die autonomen Gemeinden Carnago, Rovate und Castelseprio gab, die der Arzt und Physiker Paolo Minonzio in einem medizinisch-wissenschaftlichen Bericht von 1870 beschrieb. Im Jahr 1928 wurden Castelseprio und Rovate zu Ortsteilen von Carnago, aber nur Castelseprio wurde 1947 als Gemeinde.

## Bevölkerung
| Jahr      | 1861 | 1881 | 1901 | 1921 | 1951 | 1971 | 1981 | 1991 | 2001 | 2011 | 2021 |
| Einwohner | 1619 | 1898 | 1791 | 2230 | 2768 | 4564 | 4569 | 4999 | 5639 | 6502 | 6617 |

## Söhne und Töchter der Gemeinde
- Eugenio Alafaci (* 9. August 1990 in Carnago), Radrennfahrer

## Sehenswürdigkeiten
- Propsteikirche San Martino, erwähnt 13. Jahrhundert. Im Jahr 1620 wurde sie zur Wallfahrtskirche Madonna dei Miracoli. 1855 restauriert durch Architekt Giacomo Moraglia; sie bewahrt ein Ölgemälde mit der Darstellung der Nascitia di Maria zusammen mit dem Werk Presentazione di Gesù al tempio Werke des Malers Biagio Bellotti von 1765–1770.
- Kirche San Rocco, erbaut 1524, restauriert am Ende des 19. Jahrhunderts, mit Fresko Cristo Crocefisso con Maria Addolorata e Santa Caterina d’Alessandria (17. Jahrhundert).
- Kirche Madonna di Stribiana, erbaut 1866.
- Kirche San Bartolomeo in der Fraktion Rovate, erwähnt im 15. Jahrhundert (Pfarrkirche 1582), geweiht vom Kardinal Alfredo Ildefonso Schuster 1961.
- Wohnung mit Fresko Madonna mit Kind im Ortsteil Solaro (Anfang 20. Jahrhundert), restauriert 1994.

## Sport
In Carnago befindet sich mit Milanello das wichtigste Trainingscamp des AC Mailand.